# Presidenti della Provincia della Spezia
Questo elenco riporta i responsabili dell'amministrazione provinciale della Spezia dall'istituzione della provincia fino ai giorni nostri.

## Regno d'Italia (1861-1946)

### Presidi del Rettorato (1926-1945)
| Nº | Nº | Ritratto | Nome                       | Mandato | Mandato | Partito                    |
| Nº | Nº | Ritratto | Nome                       | Inizio  | Fine    | Partito                    |
| -- | -- | -------- | -------------------------- | ------- | ------- | -------------------------- |
| 1  |    |          | Luigi Sogani               | 1926    | 1932    | Partito Nazionale Fascista |
| 2  |    |          | Giovanni Battista Bibolini | 1932    | 1935    | Partito Nazionale Fascista |
| 3  |    |          | Giovanni Bevilacqua        | 1935    | 1943    | Partito Nazionale Fascista |
| –  |    |          | (Commissario prefettizio)  | 1943    | 1945    |                            |

## Repubblica Italiana (dal 1946)

### Presidenti della Provincia (dal 1951)
- Commissariamento (1951-1952)[2]

#### Eletti dal Consiglio provinciale (1952-1993)
| Nº  | Nº | Ritratto | Nome               | Mandato          | Mandato         | Partito                            |
| Nº  | Nº | Ritratto | Nome               | Inizio           | Fine            | Partito                            |
| --- | -- | -------- | ------------------ | ---------------- | --------------- | ---------------------------------- |
| 1   |    |          | Agostino Bronzi    | 1952             | 1962            | Partito Socialista Italiano        |
| 2   |    |          | Romolo Formentini  | 1962             | 1969            | Partito Socialista Italiano        |
| 3   |    |          | Angelo Landi       | 1970             | 1975            | Partito Socialista Italiano        |
| 4   |    |          | Ferdinando Pastina | 1975             | 1981            | Partito Comunista Italiano         |
| 5   |    |          | Sauro Baruzzo      | 1981             | 1985            | Partito Socialista Italiano        |
| 6   |    |          | Francesco Baudone  | 7 novembre 1985  | 28 agosto 1990  | Partito Comunista Italiano         |
| (5) |    |          | Sauro Baruzzo      | 28 agosto 1990   | 4 giugno 1992   | Partito Socialista Italiano        |
| 7   |    |          | Stefano Sgorbini   | 24 febbraio 1993 | 6 dicembre 1993 | Partito Democratico della Sinistra |

#### Eletti direttamente dai cittadini (1993-2014)
| Nº | Ritratto                                    | Ritratto       | Nome               | Mandato          | Mandato          | Partito                                 | Coalizione | Coalizione     | Elezione |
| Nº | Ritratto                                    | Ritratto       | Nome               | Inizio           | Fine             | Partito                                 | Coalizione | Coalizione     | Elezione |
| -- | ------------------------------------------- | -------------- | ------------------ | ---------------- | ---------------- | --------------------------------------- | ---------- | -------------- | -------- |
| 7  |                                             |                | Stefano Sgorbini   | 6 dicembre 1993  | 17 novembre 1997 | Partito Democratico della Sinistra      |            | PDS-AD-FdV     | 1993     |
| 8  |                                             |                | Giuseppe Ricciardi | 17 novembre 1997 | 28 maggio 2002   | Partito Popolare Italiano La Margherita |            | PDS-PRC-PPI-SI | 1997     |
| 8  | 28 maggio 2002                              | 29 maggio 2007 | Giuseppe Ricciardi |                  | DS-DL-PRC-SDI    | Partito Popolare Italiano La Margherita | 2002       |                |          |
| 9  |                                             |                | Marino Fiasella    | 29 maggio 2007   | 31 maggio 2012   | Partito Democratico                     |            | PD-PRC-PdCI    | 2007     |
| –  | Marino Fiasella (Commissario straordinario) | 31 maggio 2012 | 14 ottobre 2014    | —                | —                | Partito Democratico                     |            |                |          |

#### Eletti dai sindaci e consiglieri della provincia (dal 2014)
| Nº | Nº | Ritratto | Nome                                                | Mandato           | Mandato        | Partito                       | Elezione |
| Nº | Nº | Ritratto | Nome                                                | Inizio            | Fine           | Partito                       | Elezione |
| -- | -- | -------- | --------------------------------------------------- | ----------------- | -------------- | ----------------------------- | -------- |
| 10 |    |          | Massimo Federici                                    | 14 ottobre 2014   | 29 giugno 2017 | Partito Democratico           | 2014     |
| 11 |    |          | Giorgio Cozzani                                     | 28 settembre 2017 | 25 maggio 2019 | Forza Italia                  | 2017     |
| –  |    |          | Andrea De Ranieri (Vicepresidente facente funzioni) | 25 maggio 2019    | 28 luglio 2019 | Indipendente di centro-destra | 2017     |
| 12 |    |          | Pierluigi Peracchini                                | 28 luglio 2019    | in carica      | La Spezia Civica              | 2019     |